# 1900 en science-fiction
| Années de la science-fiction : 1897 - 1898 - 1899 - 1900 - 1901 - 1902 - 1903    |
| Décennies de la science-fiction : 1870 - 1880 - 1890 - 1900 - 1910 - 1920 - 1930 |

L'année 1900 est marquée, en matière de science-fiction, par les événements suivants.

## Naissances et décès

### Naissances
- 1er avril : Fernand François, écrivain français, mort en 1991.
- 22 mai : Wallace G. West, écrivain américain, mort en 1980.

## Prix
La plupart des prix littéraires de science-fiction actuellement connus n'existaient alors pas.

## Parutions littéraires

### Romans
- NEQUA or The Problem of the Ages, par O Grigsby et Mary P. Lowe.

## Sorties audiovisuelles

### Films
- Coppelia : La Poupée animée par Georges Méliès.
- Le Déshabillage impossible par Georges Méliès.